# Palazzo Fusconi Pighini
Il Palazzo del Gallo di Roccagiovine è un edificio sito in Roma, piazza Farnese 44 (rione VII, Regola).

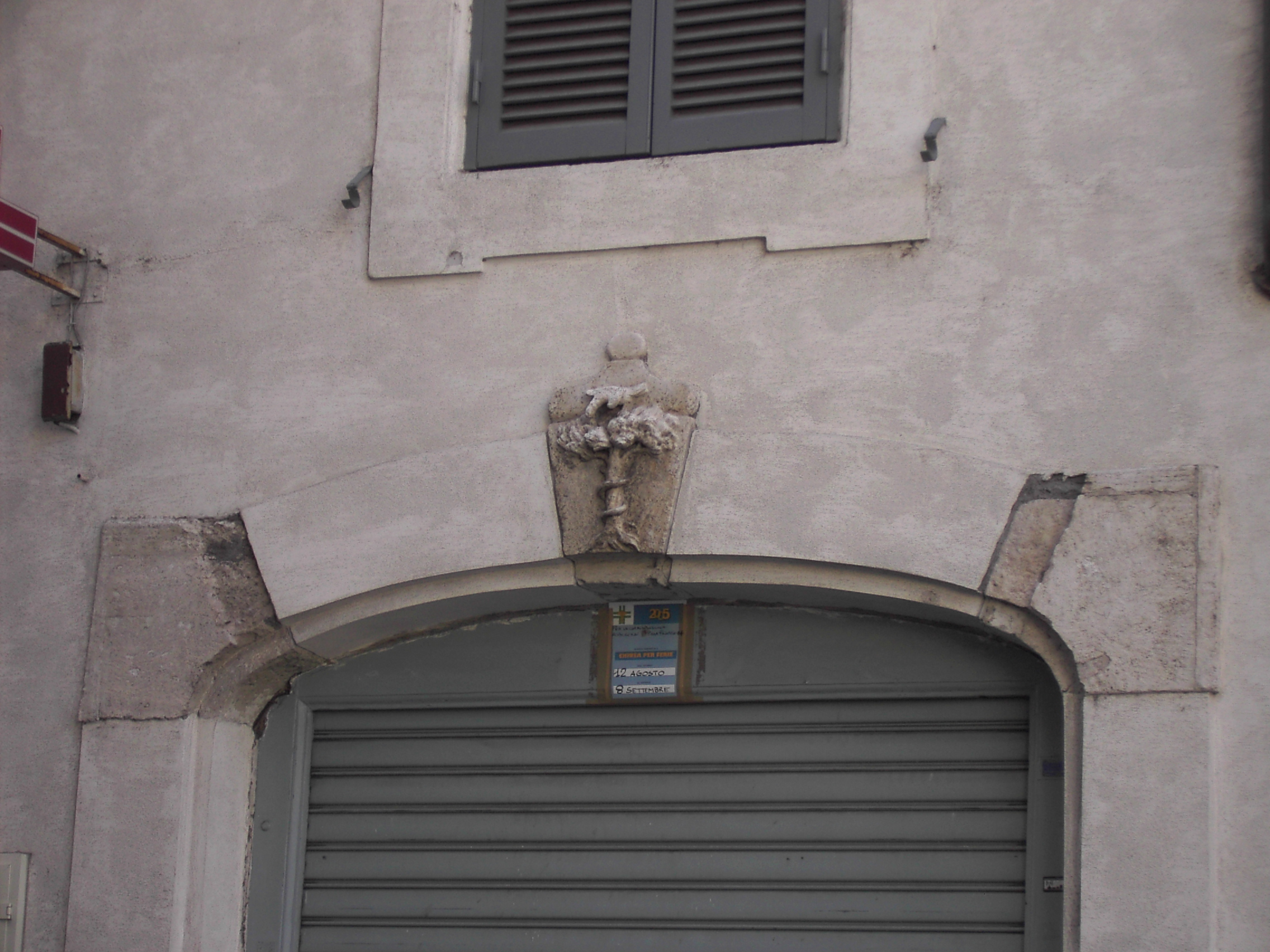
Stemma Pighini su una bottega di palazzo Fusconi Pighini ("di rosso, all'albero di verde, terrazzato dello stesso, accollato da un serpe al naturale e sormontato da una pica (uccello) al naturale").

## Storia
L'edificio fu attribuito a Jacopo Barozzi da Vignola, ma fu costruito verso il 1524 da Baldassarre Peruzzi, cui si deve certamente anche il disegno del portale, per conto di Francesco Fusconi da Norcia, archiatra pontificio di  Clemente VII e Paolo III. Ereditato intorno al 1554 dal nipote mons. Adriano Fusconi vescovo di Aquino, passò quindi ai Pighini, suoi nipoti. Il fabbricato era più piccolo dell'attuale e fu ampliato da Alessandro Pighini agli inizi del ‘700. Il progetto  fu affidato all'architetto Alessandro Specchi che completò il complesso nella forma attuale.
I Pighini avevano raccolto nel palazzo una collezione di opere antiche, tra le quali una statua di Meleagro con il cinghiale, copia romana dell'originale attribuito a Skopas (IV sec. a.C.) conservato ora nei Musei Vaticani (Museo Pio Clementino).
Nel XVIII secolo il palazzo passò ai marchesi Curti Lepri dai quali, attraverso Anna, poi duchessa Braschi Onesti, passò in dote a Luigi Del Gallo, marchese di Roccagiovine. Lo stabile fu soggetto a parziali alienazioni nella prima metà del XIX sec., tuttavia la principessa Giulia  Bonaparte moglie di Alessandro di Roccagiovine, ne acquisiva nuovamente l’intera proprietà. 
In questi tempi la dimora divenne importante teatro della scena culturale romana, grazie al salotto di Giulia di Roccagiovine. quest'ultima intratteneva nel suo salone letterario i migliori intellettuali ed artisti del tempo, così come i giovani che transitavano in Centro Italia per il Grand Tour.
Il palazzo tuttora appartiene ed è abitato dai discendenti della famiglia Del Gallo di Roccagiovine.

## Descrizione
L'edificio occupa l'isolato compreso tra piazza Farnese, via dei Baullari, campo de' Fiori e via della Corda. La facciata principale è su piazza Farnese. 
Al piano terreno, al centro il notevole il portale rettangolare di Peruzzi, ai cui lati due colonne su alti plinti sorreggono il balcone del piano nobile. È fiancheggiato da botteghe con cornice ad arco ribassato, con al centro lo stemma dei Pighini. Sulle botteghe si aprono le finestre del piano ammezzato; quelle alle estremità hanno architrave con festone, conchiglia ed una testina. Dopo la cornice marcapiano, al piano nobile, si aprono alle estremità due finestre a loggia seguite da altre due normali e la porta finestra del balcone centrale, inquadrata da due colonne e timpano spezzato con lo stemma dei marchesi di Roccagiovine. Al piano superiore si notano sette finestre con architrave semplice, salvo quella centrale, ornata con un'aquila dalle ali aperte. L'ultimo piano mostra balconcini laterali e centrale sormontati da conchiglie, separati da finestrelle.
Notevole anche la facciata su via dei Baullari, con al piano terreno sei botteghe ed un portone centrale, su cui si affaccia il balcone del piano nobile con porta finestra decorata con festoni. Ogni piano presenta tredici finestre.

## Curiosità
Il palazzo Roccagiovine, quello al Foro di Traiano, è frequentemente nominato nel romanzo "Il piacere" di Gabriele d'Annunzio, e rappresenta lo sfondo di diverse scene principali della trama. L'autore, che era solito inserire all'interno dei suo romanzi nomi e luoghi appartenenti alla società contemporanea, sceglie lo stabile quale abitazione della cugina del protagonista, la marchesa d'Ateleta.